# Ласло Арань
Ласло Арань (угор. Arany László; 24 березня 1844, Надьсалонт, Австрійська імперія — 1 серпня 1898, Будапешт, Австро-Угорщина) — угорський прозаїк, поет, перекладач, фольклорист. Член Угорської академії наук (з 1858).

## Біографія
Трансильванський угорець. Народився в сім'ї поета Яноша Араня.
Автор прозових і поетичних творів, збірок народних казок, літературних перекладів, досліджень.
Збирав оригінальні народні казки й 1862 року видав їх окремим томом («Угорські народні казки»), потім опублікував поетичну розповідь на основі угорської легенди Ельфріда, був прийнятий до літературного товариства імені Братів Кішфалуді.
Слідом за своїм батьком, Арань активно звертався до так званої Гуннської спадщини — праісторії мадяр. Широко відомий завдяки праці «Битва гунів» (Hunok harca, 1872), в якій описує боротьбу тевтонів (німців) і мадярів в Угорщині і закликає своїх співвітчизників боротися із засиллям німецької мови та культури. Відомий також своїми баладами, в тому числі «Welsh Бардо», опублікованій в 1863, в якій містилась прихована критика політики Габсбургів в Угорщині.
1872 анонімно опублікував роман у віршах «A délibábok hőse», який мав великий успіх.
Перекладав твори Шекспіра і Мольєра, сатиричну поему «Герой мрії».